# Farikah
Farikah (en árabe: فريكة‎, farīkah) también transcrito como Freikeh o Furaykah es un pueblo en el noroeste de Siria, en la llanura del Ghab de la gobernación de Hama. Entre las localidades cercanas se incluyen Shathah y Nabl al-Khatib al sur, al-Amqiyah Tahta y al-Ankawi al este, al-Ziyarah al nordeste y Sirmaniyah al norte. Según la Oficina Central de Estadísticas de Siria , en Farikah vivían 2.497 habitantes en 2004. Sus habitantes son predominantemente alauitas.
Las fuerzas del gobierno de Al-Assad y los rebeldes sirios se disputaron Farikah durante julio de 2015.